# Arcadia (thị trấn), Wisconsin
Arcadia là một thị trấn thuộc quận Trempealeau, tiểu bang Wisconsin, Hoa Kỳ. Năm 2010, dân số của thị trấn này là 1.683 người.